# Вільхова (Сяноцький повіт)
Вільхова (пол. Olchowa) — лемківське село в Польщі, у гміні Загір'я Сяноцького повіту Підкарпатського воєводства.
Населення — 292 особи (2011).

## Розташування
Знаходиться 6 км на південний захід від Загір'я, 10 км на південь від Сяніка  і 69 км на південь від Ряшева. Лежить над  річкою Кальничкою — правою притокою Ослави.

## Історія
У 1772-1918 рр.село було у складі Австро-Угорської монархії. В 1886 році село нараховувало 168 греко-католиків і 129 римо-католиків, греко-католицька громада належала до парафії Тернава Горішня Вільховецького деканату Перемиської єпархії.
У 1919-1939 рр. — у складі Польщі. Село належало до Ліського повіту Львівського воєводства. В 1934-1939 рр. село було у складі ґміни Лукове.
На 01.01.1939 р. в селі була більшість українського населення: з 400 жителів села — 230 українців-грекокатоликів, 50 українців-римокатоликів і 120 поляків.
У середині вересня 1939 року німці окупували село. У вересні 1944 року радянські війська оволоділи територією села. Після Другої світової війни Закерзоння, попри сподівання українців на входження в УРСР, було віддане Польщі.
Після Другої світової війни українське населення було піддане етноциду. Частина переселена на територію СРСР в 1945-1946 рр. Родини, яким вдалось уникнути виселення, в 1947 році під час Операції Вісла були депортовані на понімецькі землі, а на їх місце поселені поляки.
У 1975-1998 роках село належало до Кросненського воєводства.

## Церква
У 1877 р. замість дерев’яної збудована мурована церква Собору Пресвятої Богородиці. До 1947 р. в селі була філіяльна греко-католицька церква, яка належала до парафії Тернава Горішня Ліського деканату Перемиської єпархії. Після виселення українців церква занедбана.

## Демографія
Демографічна структура станом на 31 березня 2011 року:
|          | Загалом | Допрацездатний вік | Працездатний вік | Постпрацездатний вік |
| -------- | ------- | ------------------ | ---------------- | -------------------- |
| Чоловіки | 136     | 32                 | 87               | 17                   |
| Жінки    | 156     | 26                 | 100              | 30                   |
| Разом    | 292     | 58                 | 187              | 47                   |